# 林登伍德 (伊利諾伊州)
林登伍德（英語：Lindenwood）是位於美國伊利諾伊州奧格爾縣的一個非建制地區。該地的面積和人口皆未知。

## 地理
林登伍德的座標為42°03′11″N 89°01′50″W / 42.05306°N 89.03056°W，而該地的平均海拔高度為235米（即771英尺）。